# Procrastinación a la hora de acostarse

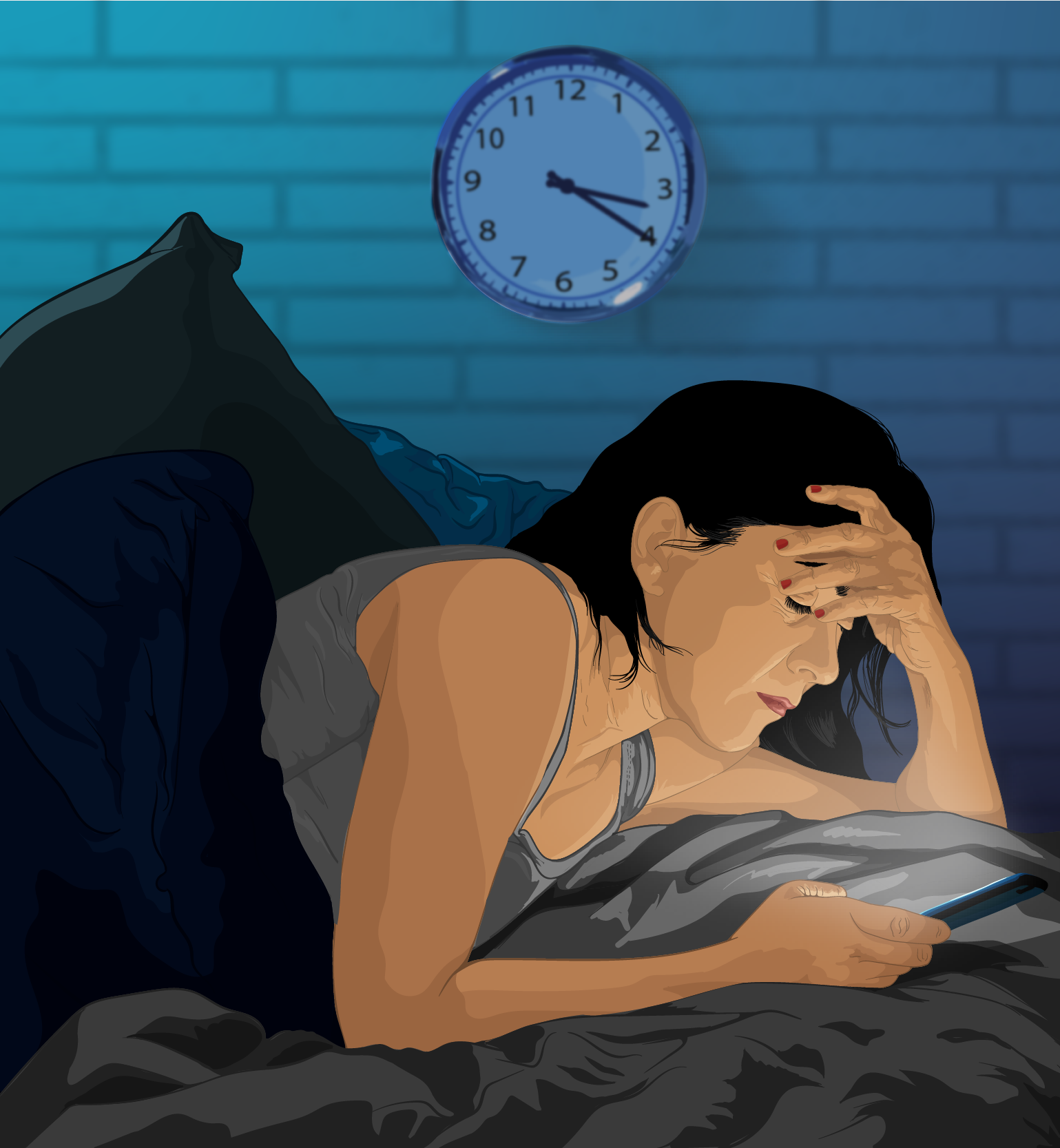
Impresión artística de una mujer usando su teléfono inteligente a altas horas de la noche.

La procrastinación a la hora de acostarse es un fenómeno psicológico que consiste en retrasar innecesariamente el dormir por voluntad propia, a pesar de la posibilidad de sentirse peor como resultado. Las causas de la procrastinación a la hora de acostarse varían desde perder de vista la hora hasta velar más tarde de lo que se desea y para intentar mantener control sobre su horario nocturno debido a una falta percibida de influencia sobre los eventos del día. El segundo fenómeno se ha llamado recientemente venganza a la procrastinación a la hora de acostarse. El término se originó de Weibo, una plataforma china de redes sociales en 2014. La procrastinación a la hora de acostarse ha estado vinculada a una duración más corta de dormir, peor calidad del sueño, y más fatiga durante el día.
En general, a las personas les falta sueño porque no crean condiciones ideales para dormirse, no porque no pueden dormirse. Sugiere que uno de los factores principales de la procrastinación a la hora de acostarse es el comportamiento humano.

## Origen
Se cree que el descriptor de “venganza” fue añadido en China en los 2010. Es posible que se relacione con el sistema de trabajo de 996 horas (72 horas cada semana) y la venganza se refiere a que esta es la única forma en que las personas pueden tomar el control de su vida diurna.
El término “procrastinación a la hora de acostarse” se difundió con base en una investigación de 2014 de los Países Bajos.
La escritora Daphne K. Lee popularizó el término en una publicación de Twitter en la que usó la frase “venganza a la procrastinación a la hora de acostarse” (報復性熬夜), describiéndola como “un fenómeno en que personas que no tienen mucho control de sus vidas diurnas rechazan acostarse temprano para recuperar un sentido de libertad durante las horas tardías de la noche.”

## Causas
Un individuo podría procrastinar debido a una variedad de causas. La persona tal vez no evite el sueño conscientemente, pero sigue con actividades que percibe como más divertidas que el sueño (a saber mirar televisión o explorar las redes sociales). Hay muchas distracciones en el siglo XXI y encontrar distracciones para retrasar el acostarse es más fácil que nunca.
La adicción a los teléfonos inteligentes es una causa directa de la procrastinación a la hora de acostarse. Las personas que son adictas a un teléfono inteligente son las más probables de demorar el sueño porque es difícil dejar de usar el móvil y las sigue despistando antes de dormirse. Disfrutan la satisfacción transitoria de usar el teléfono inteligente y quieren más tiempo para entretenerse. Además, la procrastinación a la hora de acostarse tiene un papel mediante entre la adicción al teléfono inteligente y la depresión y la ansiedad. Esta forma de procrastinación resulta de la adición a los teléfonos inteligentes. La duración corta del sueño puede provocar emociones negativas las cuales son responsables de la depresión y la ansiedad.
Según las estadísticas, el patrón de sueño perturbado es cada vez más común. En 2013, una cantidad estimada de 40% de adultos durmieron menos que la cantidad recomendada. En Bélgica, donde se recogieron los datos para esta investigación, 30% de adultos reportaron dificultades con el sueño, y 13% reportaron que tomaron pastillas para dormir.
Una investigación de individuos holandeses concluyó que el débil autocontrol puede ser una causa de la procrastinación a la hora de acostarse. Debido al COVID-19, más personas tienen problemas para dormir. Una investigación de 2021 encontró que el aburrimiento también lleva a la procrastinación a la hora de acostarse. El aburrimiento aumenta la falta de atención lo cual lleva a un aumento de procrastinación a la hora de acostarse.
Otra investigación del año 2014 que consistió en 145 personas encontró que 43% de los que se consideraron postergadores a la hora de acostarse no tuvieron una rutina fija de acostarse. Esta investigación sugiere que la falta de atención es un gran factor en la procrastinación a la hora de acostarse porque no es necesario que la conciencia esté activa para procrastinar. Las personas no procrastinan a propósito, más bien es una consecuencia del pobre autocontrol.
En 2018, una investigación que analizó a 19 personas, descubrió tres tipos de procrastinación a la hora de acostarse: la procrastinación deliberada, la procrastinación sin motivo, y la demora estratégica. La procrastinación deliberada resulta de una persona que cree conscientemente que merece más tiempo para sí misma, tiene como resultado que se quede despierta tarde intencionalmente. La procrastinación sin motivo produce que se pierda la noción del tiempo durante las tareas diarias y por ende quedarse más tarde sin intención de hacerlo. La demora estratégica proviene de quedarse tarde para acostarse más fácilmente. Se ha encontrado una conexión entre la demora estratégica y el insomnio sin diagnóstico.
Se condujo un estudio a través de culturas de 2010 en la que 210 empleados de los Estados Unidos y 205 empleados de China participaron. Los resultados muestran que el uso de teléfonos inteligentes en las horas de no trabajar puede llevar a la procrastinación a la hora de acostarse. Los efectos negativos de este uso de teléfonos móviles es más significativo en países más individualistas como los EEUU que en países más colectivistas como China. Con base en la investigación, debido a los valores diferentes de las dos culturas, los empleados estadounidenses tienen una actitud más resistente a trabajar en horas después del trabajo que los empleados chinos. Esto resulta en una disminución más grande del autocontrol y una posibilidad más alta de la procrastinación a la hora de acostarse.
Los investigadores han encontrado que las causas primarias de la procrastinación a la hora de acostarse son el bajo autocontrol y el incremento del estrés.

## Las influencias psicológicas
Los procrastinadores a la hora de acostarse participan en más actividades sociales y ociosas durante las tres horas antes de la hora de acostarse. Postergadores crónicos y no crónicos pasan cantidades similares de tiempo mirando la televisión y usando computadoras. Sin embargo, durante las tres horas antes de acostarse, los postergadores crónicos pasaron 79.5 minutos en sus móviles, mientras los procrastinadores no crónicos pasaron 17.6 minutos en sus móviles. Las personas que velaron más tarde reportaron más síntomas de ansiedad y depresión, una calidad más baja de sueño, y un riesgo elevado de insomnio que las personas que se acostaron más temprano.
Las conclusiones de un estudio en que 317 participantes completaron una encuesta ha mostrado que la percepción subjetiva de la hora está relacionada con la procrastinación a la hora de acostarse. Las personas que creen que tienen bastantes horas en su vida procrastinan normalmente menos a la hora de acostarse. Según el estudio, las personas que procrastinan antes de acostarse usan a menudo sus horas de la noche para disfrutar sus actividades favoritas como una forma de recompensa para el trabajo duro del día. Tienden a fijarse en la recompensa y los beneficios inmediatos. Cuando las personas solo prosiguen los beneficios a corto plazo, pueden desarrollar actitudes negativas hacia el tiempo y una visión pobre del futuro. La procrastinación a la hora de acostarse causa que las personas sienten que las horas se pasan como agua, puede llevar a ansiedad y estrés.
Para los que no duermen bien, la hora de acostarse es horrible. El sueño se puede convertir en una tarea y una carga lo cual aumenta las preocupaciones de no dormir bastante lo que conduce al estrés. También puede llevar a una variedad de resultados negativos para la salud, incluyendo fatiga, altibajos emocionales, y dificultades para concentrarse.
Los grupos más probables de experimentar la procrastinación a la hora de acostarse son mujeres, estudiantes, y noctámbulos. Las personas que experimentan niveles altos de estrés durante el día son más propensas a la procrastinación a la hora de acostarse. Un tercio de los estudiantes chinos muestran indicios de procrastinación a la hora de acostarse.

## Síntomas
Según investigadores, hay tres factores claves que diferencian la procrastinación a la hora de acostarse de la de quedarse despierto tarde. 
- El individuo que está experimentando la procrastinación a la hora de acostarse tiene que disminuir su cantidad total de sueño cada noche.
- No hay ninguna razón para quedarse despierto tarde (tal como localización o enfermedad).
- El individuo tiene que estar consciente de que la pérdida de sueño tiene un efecto negativo, pero no le importa cambiar su rutina.[3]

Las personas que usan sus móviles con más frecuencia reportan más indicios de procrastinación a la hora de acostarse. Este comportamiento ha sido vinculado con faltas de autocontrol. El ambiente de los medios crea una atmósfera para la procrastinación a la hora de acostarse al proveer muchas actividades entretenidas antes de dormirse. Estas personas usan los medios para satisfacción inmediata y para demorar el acostarse. Las personas con un autocontrol bajo son propensas a priorizar los beneficios a corto plazo sobre los objetivos a largo plazo.

## Consecuencias
Es probable que una persona que experimenta la procrastinación a la hora de acostarse sienta los efectos del sueño retrasado. Un metaanálisis encontró que una procrastinación más larga a la hora de acostarse estuvo relacionada con una peor calidad de sueño, un menor sueño, y un aumento de la fatiga durante el día.
Los procrastinadores a la hora de acostarse son más propensos a perder su fuerza de voluntad, perder su autocontrol, y estar inquietos. Es fácil causar un estado de bajo interés, alta insatisfacción, y alta distracción. Puede ser que necesiten medicamentos para dormir a causa de un trastorno del sueño.
La procrastinación a la hora de acostarse puede causar una falta de sueño, lo cual lleva a pensar lentamente, niveles bajos de atención, mala memoria, tomar malas decisiones, estrés, ansiedad, e irritación. Si no se trata la falta de sueño con celeridad, las consecuencias a largo plazo incluyen cardiopatía, diabetes, obesidad, un sistema inmunitario más débil, dolor, problemas hormonales , y problemas de la salud mental.
Un corto sueño, una consecuencia de la procrastinación a la hora de acostarse, puede llevar a un riesgo aumentado de psicosis. También puede ser una causa de la depresión.

## Prevención
Intervenciones al uso de los medios como una estrategia del tratamiento de una falta de sueño se han enfocado en reducir la frecuencia del uso de los medios. Quizás no sea factible para los usuarios de hoy dada la gran proliferación de los medios y la facilidad de estar conectado 24/7. Podría ser posible aplicar una perspectiva de autocontrol al uso de los medios electrónicos y la procrastinación a la hora de acostarse para producir formas novedosas de tratar este problema. Dejar de usar los medios, normalmente cuando se prepara para dormirse, depende del autocontrol. Por lo tanto, estrategias de tratamiento con el objetivo de fortalecer el autocontrol pueden ser una táctica valiosa para investigaciones futuras.
Para prevenir la procrastinación a la hora de acostarse y evitar los efectos negativos de sueño insuficiente, se puede considerar las próximas sugerencias:
- Apague dispositivos electrónicos al menos una hora antes de dormirse. En un ambiente oscuro, los seres humanos producen melatonina, una hormona que gobierna los ritmos circadianos. Un ambiente brillante limita la producción de melatonina y causa dificultades para dormirse.[15]
- Tome una ducha caliente o un baño caliente para mermar el estrés.[15]
- Escriba pensamientos, sentimientos, o experiencias que sobresalieron durante el día.[15]
- Mantenga un horario fijo con horas consistentes para acostarse y levantarse, incluso en los días sin trabajo.[2]
- Tenga una rutina para la hora de acostarse.
- Coma nueces, pepitas, o legumbres, las cuales contienen el aminoácido triptófano, que ayuda en la producción de melatonina.[15]
- Evite alcohol y cafeína por las tardes y las noches.[2]
- Tome un suplemento de melatonina.
- Maneje su tiempo. Haga cosas más temprano en el día para no desvelarse y perder horas esenciales de sueño.[6]
- Tome suplementos de vitamina D y magnesio los cuales pueden inducir al sueño.[15]
- Reduzca el uso del internet.[29]
- Practique la gestión del tiempo.[17]
- Pruebe un método que se llama contraste mental.[30]